# Special Moves
Special Moves – pierwszy album koncertowy szkockiego zespołu Mogwai, nagrany podczas trzydniowego koncertu w kwietniu 2009 w Brooklynie (USA). Podczas tego samego koncertu zarejestrowano również film.

## Album

### Historia
Special Moves został nagrany podczas trzydniowego koncertu Mogwai w kwietniu 2009 w Brooklynie (USA). Podczas tego samego koncertu zarejestrowano również film. Album został wydany w dniach 20–24 sierpnia 2010 w 8 wersjach (jako różne zestawy CD, LP, DVD). Projekt graficzny zrealizował Aidan Moffat.

## Muzyka
Nagrany na żywo Special Moves nie sprawia wrażenia albumu koncertowego (zachowano szczątkowe oklaski). Zespół wybrał z nagranego materiału najlepsze nagrania – utwory odznaczają się wysoką jakością wykonania i prezentują znany styl muzyki Mogwai – od spokojnych pastoralnych pasaży do otwartego gitarowego katharsis (np. w utworze "You Dont Know Jesus").
Wyjaśniając dobór utworów na Special Moves Barry Burns stwierdził:

Myślę, że po prostu usiedliśmy nad nimi wszystkimi i wybraliśmy te, na których czuliśmy, że gramy najlepiej. John z zespołu zmiksował je wszystkie. Zawsze mówiłem ludziom w wywiadach i innych rzeczach, że jesteśmy o wiele lepsi na żywo niż na płycie i to mi nie przeszkadza, bo ludzie grają na żywo o wiele dłużej niż istnieje przemysł nagraniowy. To jest pierwszy raz, kiedy faktycznie nagraliśmy to na żywo, nie ma tam żadnych overdubbingów, więc brzmi to dla mnie jak prawdziwy koncert Mogwai i naprawdę mi się podoba.

### Lista utworów
Lista według Discogs:
| 1.  | I'm Jim Morrison, I'm Dead                   | 6:02    |
|     |                                              |         |
| 2.  | Friend of the Night                          | 5:30    |
|     |                                              |         |
| 3.  | Hunted By a Freak                            | 4:07    |
|     |                                              |         |
| 4.  | Mogwai Fear Satan                            | 11:43   |
|     |                                              |         |
| 5.  | Cody                                         | 6:11    |
|     |                                              |         |
| 6.  | You Don't Know Jesus                         | 5:31    |
|     |                                              |         |
| 7.  | I Know You Are But What Am I                 | 4:05    |
|     |                                              |         |
| 8.  | I Love You, I'm Going to Blow Up Your School | 7:57    |
|     |                                              |         |
| 9.  | 2 Rights Make 1 Wrong                        | 9:06    |
|     |                                              |         |
| 10. | Like Herod                                   | 10:38   |
|     |                                              |         |
| 11. | Glasgow Megasnake                            | 3:51    |
|     |                                              |         |
|     |                                              | 1:14:41 |
|     |                                              |         |

| 1. | The Precipice                    | 4:54  |
|    |                                  |       |
| 2. | I'm Jim Morrison, I'm Dead       | 6:57  |
|    |                                  |       |
| 3. | Hunted By A Freak                | 4:52  |
|    |                                  |       |
| 4. | Like Herod                       | 2:29  |
|    |                                  |       |
| 5. | New Paths to Helicon, Pt. 1      | 8:22  |
|    |                                  |       |
| 6. | Mogwai Fear Satan                | 7:19  |
|    |                                  |       |
| 7. | Scotland's Shame                 | 4:51  |
|    |                                  |       |
| 8. | Batcat                           | 8:06  |
|    | Bonus Feature                    |       |
| 9. | Mogwai Fear Satan: Live At Reims | 11:55 |
|    |                                  |       |
|    |                                  | 59:45 |
|    |                                  |       |

| A1. | I'm Jim Morrison I'm Dead                    | 6:01    |
|     |                                              |         |
| A2. | Friend Of The Night                          | 5:30    |
|     |                                              |         |
| A3. | Hunted By A Freak                            | 4:04    |
|     |                                              |         |
| B1. | Mogwai Fear Satan                            | 11:49   |
|     |                                              |         |
| B2. | Cody                                         | 6:10    |
|     |                                              |         |
| B3. | You Don't Know Jesus                         | 5:43    |
|     |                                              |         |
| C1. | I Know You Are But What Am I?                | 4:07    |
|     |                                              |         |
| C2. | I Love You, I'm Going To Blow Up Your School | 7:57    |
|     |                                              |         |
| C3. | 2 Rights Make 1 Wrong                        | 8:52    |
|     |                                              |         |
| D1. | Like Herod                                   | 10:56   |
|     |                                              |         |
| D2. | Glasgow Megasnake                            | 3:50    |
|     |                                              |         |
| E1. | Yes! I Am A Long Way From Home               | 5:48    |
|     |                                              |         |
| E2. | Scotland's Shame                             | 6:30    |
|     |                                              |         |
| E3. | New Paths To Helicon Part 1                  | 8:40    |
|     |                                              |         |
| F1. | Batcat                                       | 5:47    |
|     |                                              |         |
| F2. | Thank You Space Expert                       | 7:06    |
|     |                                              |         |
| F3. | The Precipice                                | 7:03    |
|     |                                              |         |
|     |                                              | 1:55:53 |
|     |                                              |         |

Wszystkie utwory skomponowali członkowie Mogwai.

### Muzycy
- Dominic Aitchison – gitara basowa
- Stuart Braithwaite – gitara
- Martin Bulloch – perkusja
- Barry Burns – gitara i instrumenty klawiszowe
- John Cummings – gitara

## Odbiór

### Opinie krytyków
| Oceny łączne      | Oceny łączne |
| Publikacja        | Ocena        |
| ----------------- | ------------ |
| Album of the Year | 76/100       |
| AnyDecentMusic?   | 7.7/10       |
| Metacritic        | 78/100       |
| Recenzje          |              |
| Publikacja        | Ocena        |
| AllMusic          | [ 9 ]        |
| The A.V. Club     | B-           |
| Beats Per Minute  | 82%          |
| Cokemachineglow   | 68%          |
| Drowned in Sound  | 8/10         |
| laut.de           | [ 14 ]       |
| The Needle Drop   | 8/10         |
| Paste             | 7.0/10       |
| Pitchfork         | 8.2/10       |
| PopMatters        | 7/10         |
| RYM               | 3.74/5       |
| Record Collector  | [ 20 ]       |
| Rock Sound        | 8/10         |
| Sputnikmusic      | 4.5/5        |

Album Mogwai zyskał powszechne uznanie na podstawie 13 opinii krytycznych zebranych w Metacritic.
„Jak na zespół, którego epickie kompozycje i dramatyczna dynamika tak dobrze sprawdzają się na koncertach, zaskakujące jest, że Mogwai nie wydał oficjalnego albumu koncertowego aż do 2010 roku, kiedy to ukazał się Special Moves” – zauważa Heather Phares z AllMusic dodając: „Zarówno dla fanów, którzy widzieli zespół na żywo, jak i dla nowicjuszy, warto było czekać. Nagrany podczas jednego z koncertów zespołu na Brooklynie w 2009 roku, Special Moves jest pięknie zmiksowany, starannie balansując wszystkie elementy sceniczne i oddając czystą moc ich koncertów; jest też wystarczająco dużo hałasu publiczności, by przypomnieć słuchaczom, że grają przed oddanym tłumem”.
Podobną opinię wyraża Noel Gardner z BBC: „Lekko zaskakujące jest to, że Special Moves jest pierwszym albumem koncertowym Mogwai wydanym w ciągu 14 lat ich działalności, nie licząc sesji radiowej Government Commissions. Z pewnością reputacja, jaką Mogwai zdobyli pod koniec lat 90., kiedy byli młodzieńczą grupą rozrabiaków z Glasgow, opierała się na ich występach na żywo i przesadnych, ludzkich relacjach potem”.
„Nowy album koncertowy Mogwai jest imponujący. Nie ma innego sposobu, żeby to ująć. Pomimo kilku drobnych wad, dźwięk jest świetny, a występy są na poziomie” – dowodzi Anthony Fantano z magazynu The Needle Drop. Wtóruje mu Conrad Amenta z Cokemachineglow: „album i DVD są pięknie wyprodukowane, a pod względem technicznym artykuł jest tak dobry, jak tylko można sobie wyobrazić”.
Zdaniem Iana  Mathersa z magazynu PopMatters takie utwory jak: 'I'm Jim Morrison, I'm Dead', 'Mogwai Fear Satan', 'Like Herod', 'Friend of the Night' i 'Glasgow Megasnake' „doskonale wyjaśniają, dlaczego ten album jest jednym z najlepszych w dorobku Mogwai”.
Według Stuarta Bermana z magazynu Pitchfork „co jest szczególnie imponujące na Special Moves to sposób, w jaki Mogwai rozmieszczają swoje nieliczne ścieżki wokalne, by na przemian potęgować i rozpraszać napięcie”.
„Jednym z jego głównych triumfów [Special Moves] jest to, jak dobrze nowsze utwory radzą sobie wśród wyniosłego towarzystwa wytrzymałych bywalców” – twierdzi Dan Cooper-Gavin z magazynu Drowned in Sound. „To, co jest naprawdę niezwykłe na Special Moves to fakt, jak świeżo i ekscytująco brzmią stare klasyki” dodaje recenzent dając za przykład '2 Rights Make 1 Wrong' i 'Mogwai Fear Satan'”.
Alex Phillimore z magazynu Beats Per Minute uważa, że Special Moves „to swego rodzaju „najlepsze” wydawnictwo Mogwai; występ, który ukazuje zespół w jego najlepszej formie muzycznej, a jednocześnie stanowi kronikę początków ich kariery aż do najnowszego dzieła”.
W recenzji Christiana Williamsa z The A.V. Club „Special Moves jest dźwiękowym akompaniamentem do filmu Burning i pierwszym koncertowym wydawnictwem zespołu znanego z elektryzującego, scenicznego show, tutaj sprowadzonego do najbardziej rozpoznawalnych utworów z sześciu pełnych albumów i zaprezentowanego w porywającym, podpartym fortepianem stylu, z minimalną ilością niespodzianek czy scenicznego banału”.

### Listy tygodniowe
| Kraj              | Lista                 | Pozycja |
| ----------------- | --------------------- | ------- |
| Belgia            | Ultratop (Flandria)   | 47      |
| Belgia            | Ultratop (Walonia)    | 50      |
| Francja           | Les Charts            | 78      |
| Stany Zjednoczone | Independent Albums    | 47      |
| Szkocja           | Scottish Albums Chart | 37      |
| Wielka Brytania   | UK Independent Albums | 7       |